# أوبري دانيلز
أوبري دانيلز (بالإنجليزية: Aubrey Daniels)‏ هو عالم نفس أمريكي، ولد في 17 مايو 1935 في كارولاينا الجنوبية في الولايات المتحدة.